# Le Riols
Le Riols (okzitanisch: Lo Riòl) ist eine französische Gemeinde mit 99 Einwohnern (Stand: 1. Januar 2022) im Département Tarn in der Region Okzitanien (vor 2016 Midi-Pyrénées). Sie gehört zum Arrondissement Albi zugeteilt und zum Kanton Carmaux-2 Vallée du Cérou. Die Einwohner werden Riolais genannt. 2016 lag die Arbeitslosenquote in Le Riols bei 20,5 %.

## Geografie
Le Riols liegt etwa 47 Kilometer ostnordöstlich von Montauban. Der Aveyron begrenzt die Gemeinde im Norden und Westen. Umgeben wird Le Riols von den Nachbargemeinden Varen im Norden und Westen, Laguépie im Osten und Nordosten, Saint-Martin-Laguépie im Süden und Osten sowie Milhars im Westen und Nordwesten.

## Bevölkerungsentwicklung
| Jahr                       | 1962 | 1968 | 1975 | 1982 | 1990 | 1999 | 2006 | 2018 |
| -------------------------- | ---- | ---- | ---- | ---- | ---- | ---- | ---- | ---- |
| Einwohner                  | 195  | 205  | 161  | 155  | 147  | 130  | 113  | 102  |
| Quellen: Cassini und INSEE |      |      |      |      |      |      |      |      |